# Route nationale 566
Die N566 war von 1933 bis 1973 eine französische Nationalstraße, die zwischen L’Escarène und Menton über den Col de Turini verlief. Ihre Länge betrug 73 Kilometer. Auf ihrem Laufweg kreuzt sie die N204 in Sospel, von der sie in L’Escarène abzweigte. Von 1980 bis 2000 verwendete man die Nummer für die Verbindung der A43 mit der italienischen Grenze im Tunnel du Fréjus. 2000 wurde ein Teil zur A43 und der andere in N543 umnummeriert.